# Reteag
Reteag – wieś w Rumunii, w okręgu Bistrița-Năsăud, w gminie Petru Rareș. W 2011 roku liczyła 2573 mieszkańców.